# キャロッセ

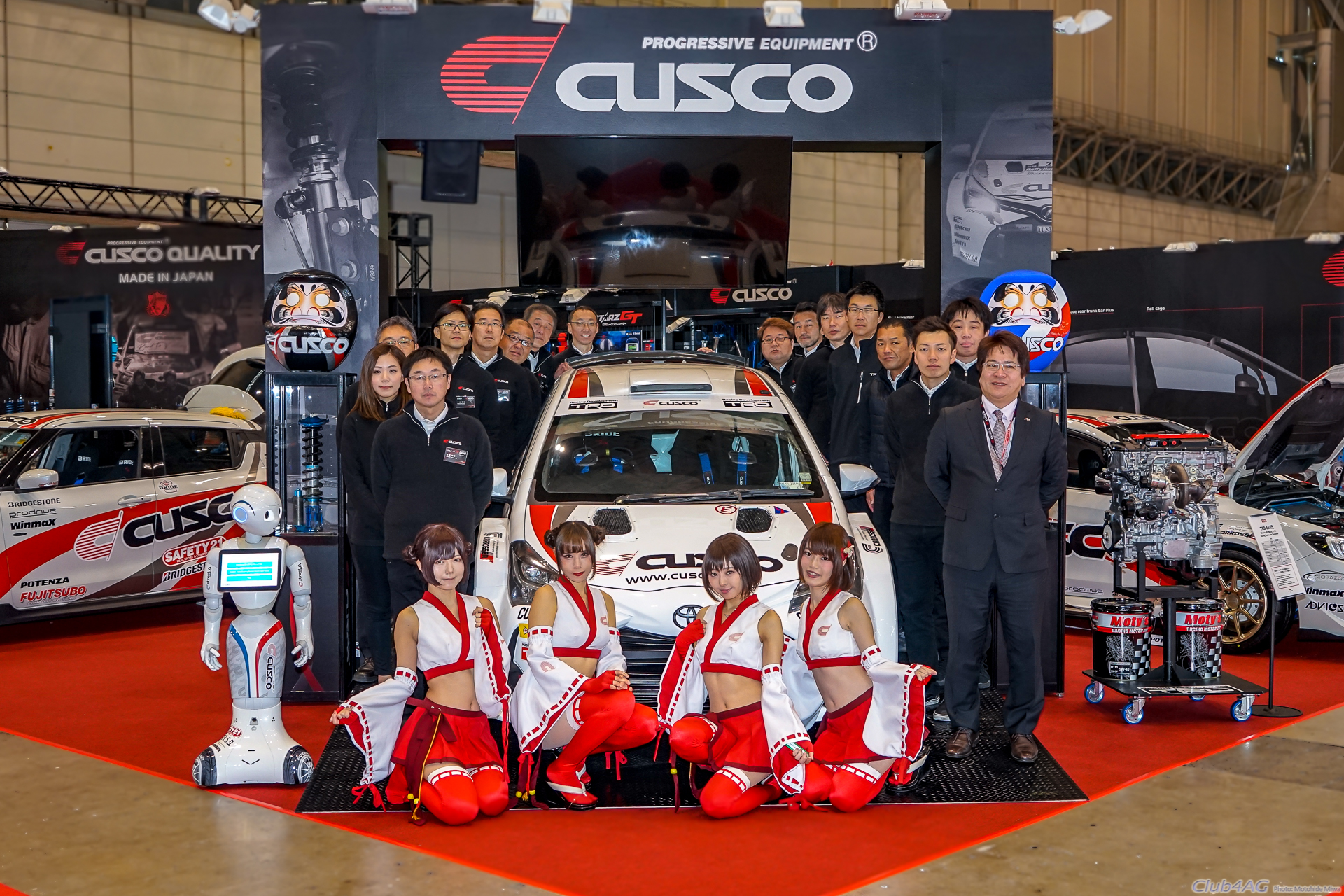
東京オートサロン2019にて

株式会社キャロッセは、本社を群馬県高崎市に置く自動車部品製造・チューニング会社であり、レーシングコンストラクター。「クスコ」(Cusco)ブランドでモータースポーツ活動を行っていることで知られる。

## 概要

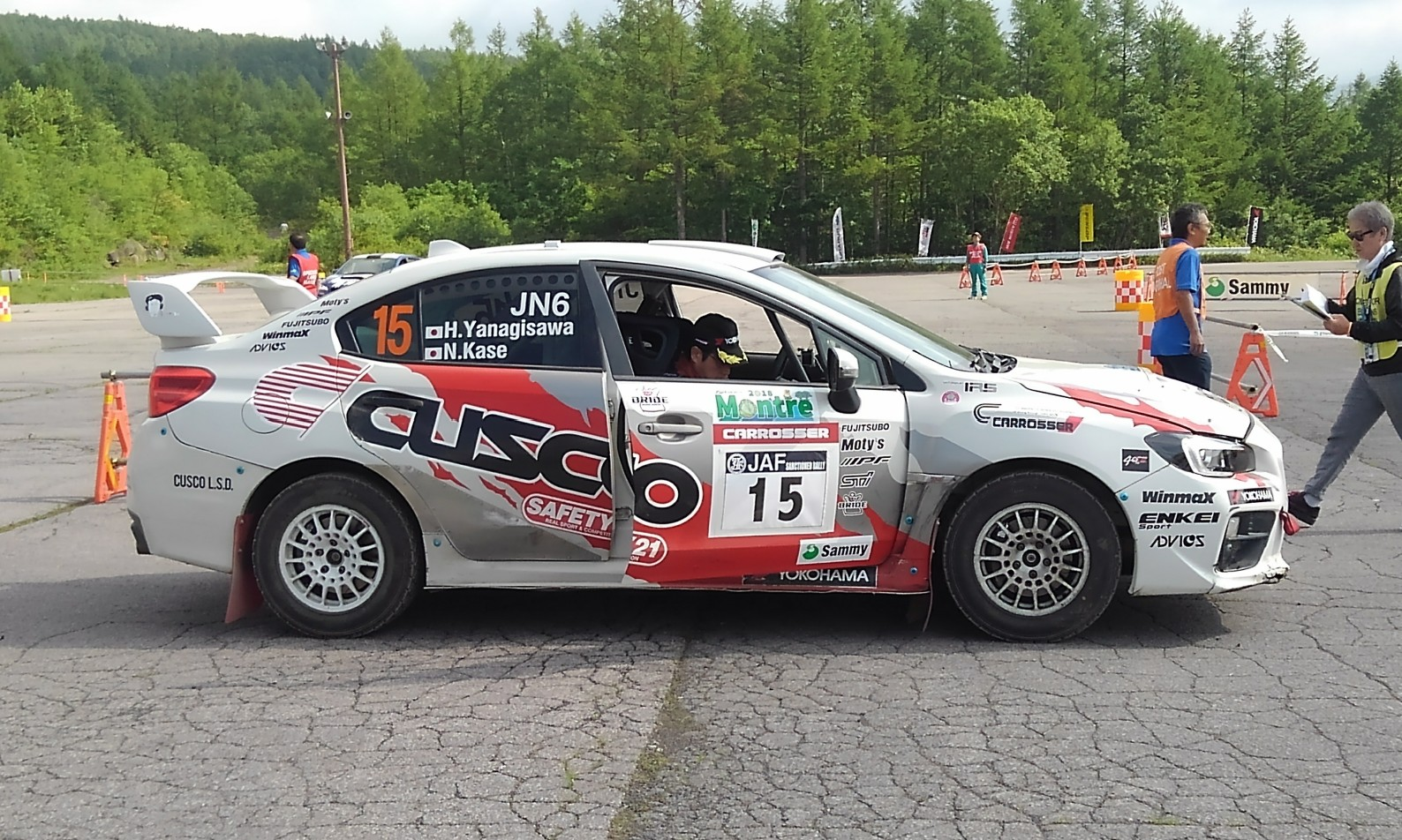
JN6のスバル・WRX STI

1977年に自らもラリードライバーであった加勢裕二がラリーショップとして創業。「自分たちが必要とするものを、自分たちが使って満足するクオリティで製作する」をモットーに、製品の設計から生産まで自社で一貫して行っている。足回りや駆動系の「クスコ」、元ミニバン系ブランドで現在はクスコに集約されている「ヴァカンツァ」、ロールバー・ガード類の「セーフティ21」といったブランドを展開している。当初は競技系パーツのみであったが、現在はスバルや三菱自動車の市販車用部品の生産も行っている。2010年以降は海外展開にも積極的で、北米・中国・マレーシアに拠点を持つ。2017年には創業40周年を迎えた。
チューニングパーツに留まらず、旧くはSUPER GTのスバル・インプレッサ、EV仕様のスズキ・ジムニーやエブリイといったコンセプトカー、AP4規定のトヨタ・ヴィッツ4WDやトヨタ・C-HRなど本格的なラリーマシンの開発まで手がける日本有数のラリーカーコンストラクターである。
一般にはモータースポーツでの活動が知られており、「モータースポーツの極限状態で磨かれた、ホンモノの製品だけを供給する」を信条に2018年現在もAPRC（アジアパシフィックラリー選手権）、JRC（全日本ラリー選手権）、スーパー耐久、86/BRZレース、ジムカーナ、ダートトライアルなど幅広い活動を行っている。また過去にはSUPER GTやラリージャパン（JRCクラス）、全日本プロドリフト選手権などに参戦経験がある。なお本社が群馬県ということもあり以前の採用車種はスバル一辺倒であったが、最近はスバル車以外の採用率も上がっている。

## ラリー

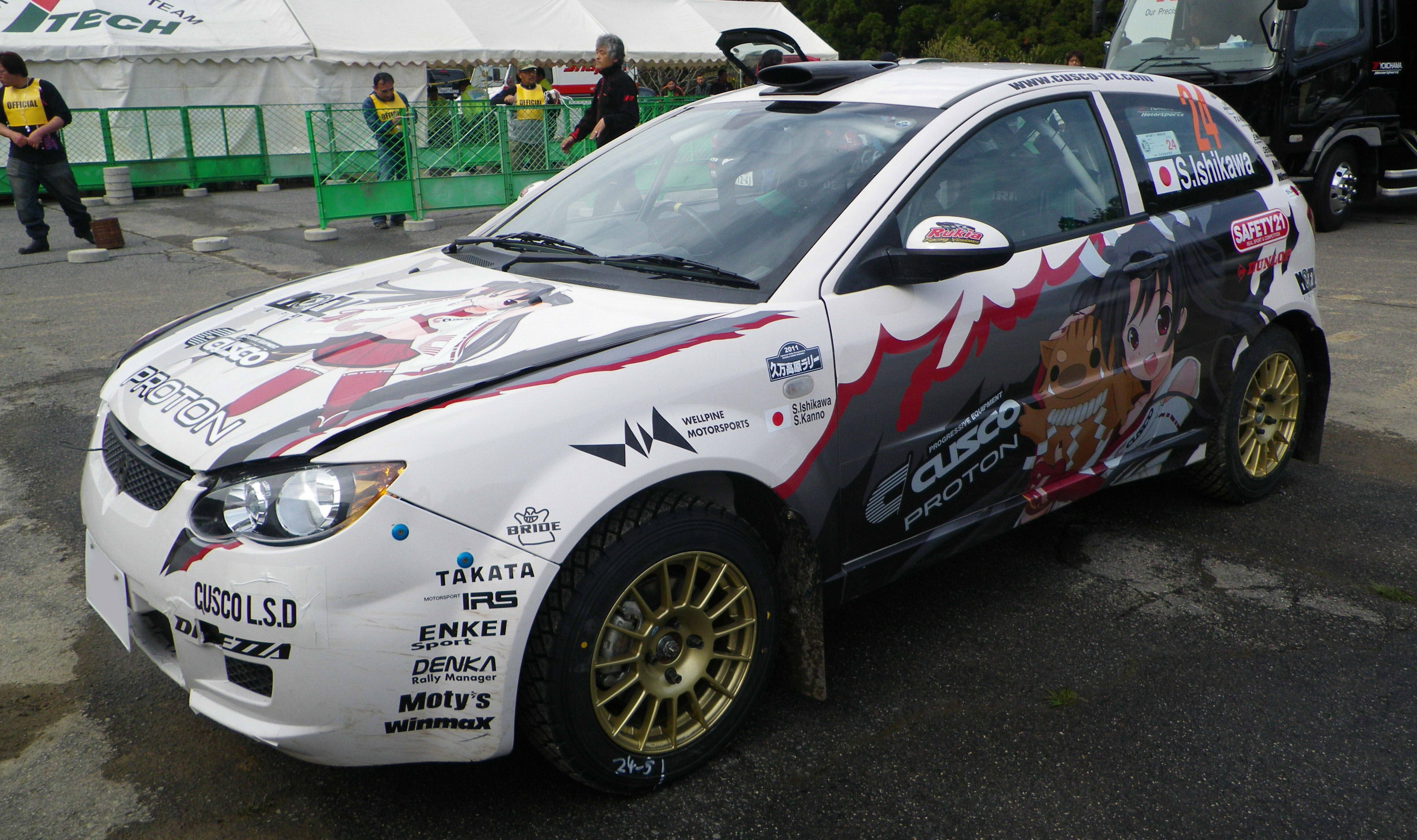
JN3クラスのプロトン・サトリアネオ。サイドとボンネットに描かれているのが『高崎くす子』。

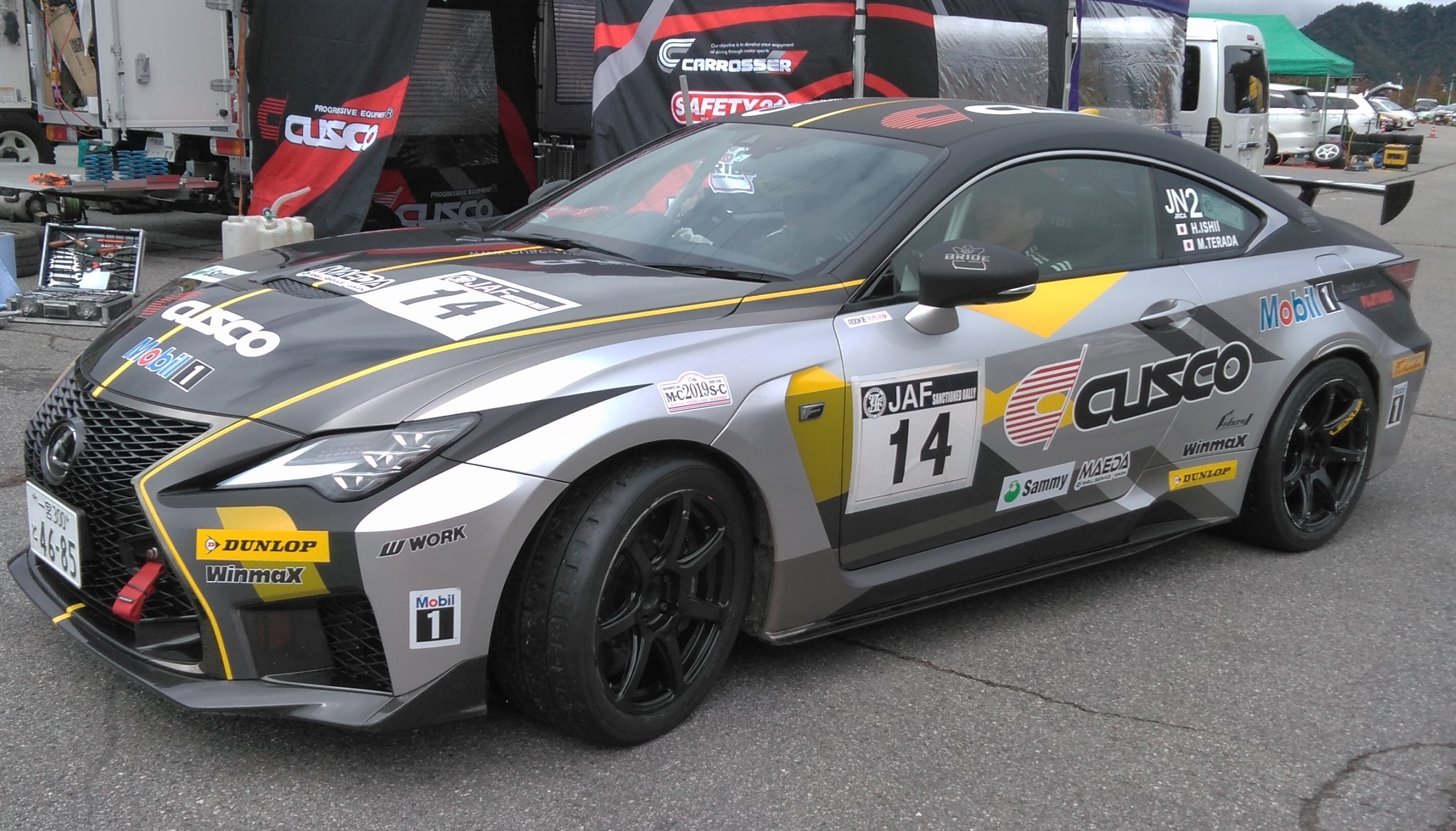
JN2クラスのRC F（2019年）

古くから現在に至るまで、APRC（アジアパシフィックラリー選手権）とJRC（全日本ラリー選手権）に参戦している。なおAPRCは「クスコ・ワールドラリーチーム」を名乗っている。
2011年にウェルパインメディアとジョイントして、エントリーカテゴリ向けチームのCJRT（クスコ・ジュニアラリーチーム）を結成。CJRTの車両はオリジナルキャラクターの｢高崎くす子｣(オオヤマツミの娘で、コスチュームは巫女服をレースクイーン風にアレンジしている。林道で練習中のラリードライバーに接触したことがキッカケでチームに遊びに来たという設定。名前の「高崎」は本社所在地、「くす子」は同社のブランド「CUSCO」に由来)が描かれ、痛車化されている。同チームはJRCとTGRラリーチャレンジの下位クラスを中心に参戦し、2016年・2017年にトヨタ・86の明治慎太郎/北田稔組がJRCのJN2クラスでチャンピオンを獲得している。また2018年には元SKE48の梅本まどかがコ・ドライバーとして加入している。
2011年にはマレーシア系自動車メーカーであるプロトンとジョイントしてJRCに参戦しJN3クラスタイトルを獲得。2012年はAPRCにも参戦し、2WD部門3連覇を果たしている。またこの活動の縁で、2011年の東京オートサロンではプロトン製の乗用車｢プロトン・サトリアネオ｣を参考出品、加えて同社から輸入されたサトリアネオを販売している。
2015年にはオートスポーツ系のラリー雑誌である『ラリープラス』と、合同会社『サンク』とジョイントして『ラリープラス・クスコレーシング・ラリーチーム』も結成し、2016年に柳澤宏至/中原祥雅組がプジョー・208 R2でJN5クラスチャンピオンを獲得している。2017年にはAPRCの独自規定であるAP4車両のトヨタ・ヴィッツ4WDを開発、炭山裕矢がFIA JSR（日本スーパーラリーシリーズ）の初代チャンピオンとなった。
2018年はAPRCとJSRにシュコダ・ファビアR5とトヨタ・ヴィッツ4WD、JRCではスバル・WRX STI、プジョー・208 R2などで参戦する。JSR第二戦では、同年6月公開の映画『OVER DRIVE』（羽住英一郎監督）の撮影で実際に使用されたヤリス SCRSを運用し、総合優勝している。
2019年はJN2クラスにターマック限定で大型スポーツカーのレクサス・RC Fを、APRC/JSRにはAP4規定の下に改造したクロスオーバーSUVのトヨタ・C-HRを投入するなど、他のラリーチームでは見られないような挑戦的な活動を行っている。
2020年最終戦からはGRヤリスでJN1クラスに参戦している。

## SUPER GT/JGTC
1990年代後半より、全日本GT選手権（JGTC、現・SUPER GT）のGT300クラスにスバル・インプレッサWRX STIで参戦していた。変遷の激しい日本モータースポーツ界において1990年代より参戦していた老舗であり、また10年以上にわたってチームやメインスポンサーが変わっていなかった、2009年の第6戦にレガシィB4が参戦するまでスバル勢では唯一のマシンであったなど、稀有な点の多い存在であった。参戦当初は4ドア車のGT参戦がルール上認められていなかったために「特認」扱いとなっていたが、のちにインプレッサの活躍などもあってルールが変更され、現在では4ドア車の参戦が公式に認められている。
マシンはSUPER GTのレギュレーションに合わせ市販車両から大幅な改造が施され、エンジンはスバル直系のチューニング会社でもあるSTIがエンジンのメンテナンスを担当していた。ドライバーは長年に渡って小林且雄と谷川達也のコンビが担当していたが、2007年からは山野哲也がエースドライバーとなっていた。
マシンは参戦初期より旋回性能や車重を考慮して駆動方式を市販状態の四輪駆動からFR（フロントエンジン･リアドライブ）に変更し、ボディにもキャロッセ仕様のエアロパーツが用いられていた。一方でベース車両が世界ラリー選手権向けに設計されたインプレッサであったことから、他の純レース用スポーツカーに比べ車高や空力性能（いわゆるCd値）において不利であり、次第に他の参戦マシンの開発戦争から遅れる結果となり、2000年代中盤には苦戦を強いられるようになった。
2007年シーズンはタイヤをヨコハマタイヤからダンロップに変更し、ドライバーには昨年GT300クラスのチャンピオンを獲得した山野哲也をエースとして迎え入れ、さらに元チャンピオン経験者である青木孝行も加えた豪華なコンビで参戦。雨のレースとなったスポーツランドSUGOでは濡れた路面をAWDで駆け抜け一時トップに立つなど印象的な活躍をした。
2008年シーズンは山野哲也の新たなパートナーとして佐々木孝太が起用された。山野哲也と佐々木孝太のコンビは2005年にGT300クラスチャンピオンを獲得している。同年6月にマレーシアのセパンインターナショナルサーキットで行われたSUPER GT第4戦では遂に初優勝を飾った。予選でも速さを見せておりまさに圧勝だった。第6戦もウェット路面だったこともありポールポジション獲得。また、終盤2戦は佐々木が他レースのスケジュール上参戦できなかったため、代役として同年の全日本F3選手権チャンピオンのカルロ・ヴァン・ダムを起用。最終戦ではヴァン・ダムが予選アタックを担当して見事ポールポジション獲得。ここでもウェット路面だったこともあるが、短い時間でほぼ完璧に乗りこなしたヴァン・ダムの潜在能力の高さも見せた。決勝でも後半に雨が降ったこともあり追い上げて3位表彰台でシーズンを締めた。 
2008年の第3戦からGRB型インプレッサで参戦する予定であったがベース車がハッチバックに移行したため開発が難航し、結局シーズン終了まで変更は行われず、翌年はチームの方針変更で本業であるラリー競技に専念するためにGTから事実上撤退した。以降2024年現在まで、GT活動は行われていない。

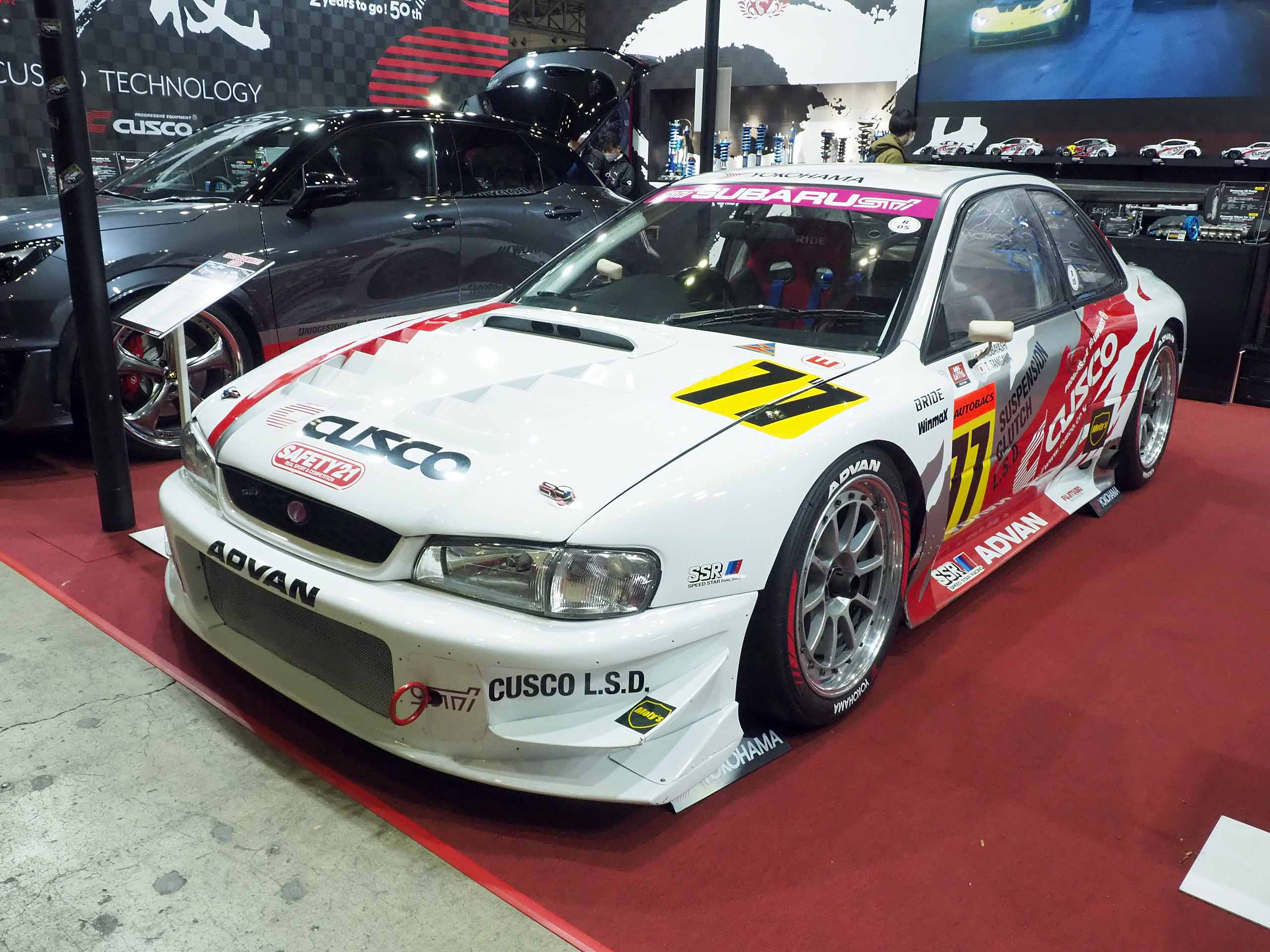
クスコ・スバル・インプレッサ（2000年仕様）
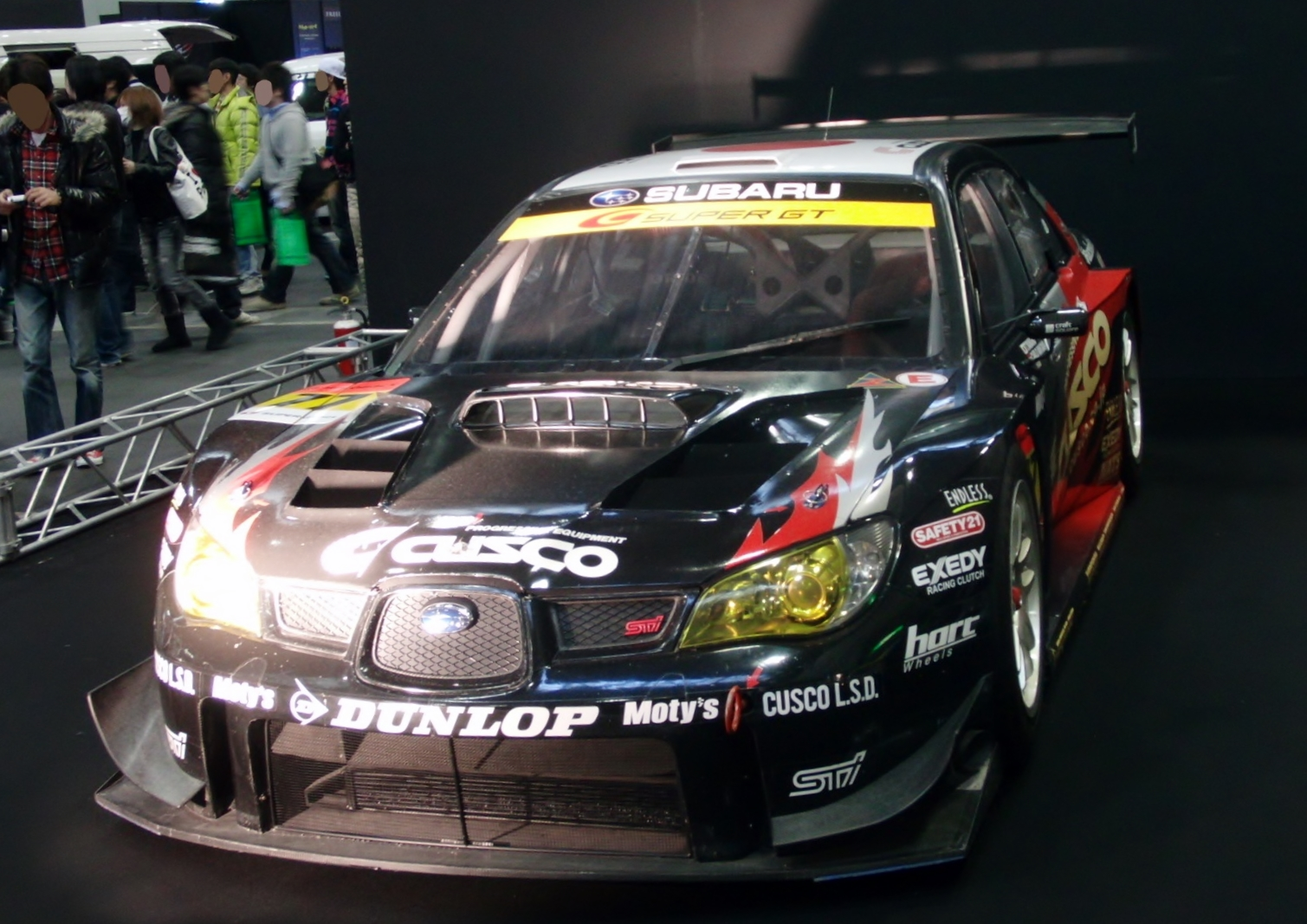
クスコ・スバル・インプレッサ（2008年仕様）

## その他
2020年から住友ゴム工業（ダンロップ）との提携により、「B級ライセンス競技　若手育成プログラム」を実施している。ラリー、ジムカーナ、ダートトライアルの若手ドライバーが対象で、選考を通過するとタイヤ代・エントリー費・CUSCO製競技パーツについて1年間支援を受けることができる。
2023年、前年史上最年少WRC王者となったカッレ・ロバンペラと、同じく前年発表のトヨタ・GRカローラの組み合わせでフォーミュラ・ドリフトジャパンのエビスサーキット戦へスポット参戦した。マシンはレッドブルカラーにペイントされた。

## 関係人物

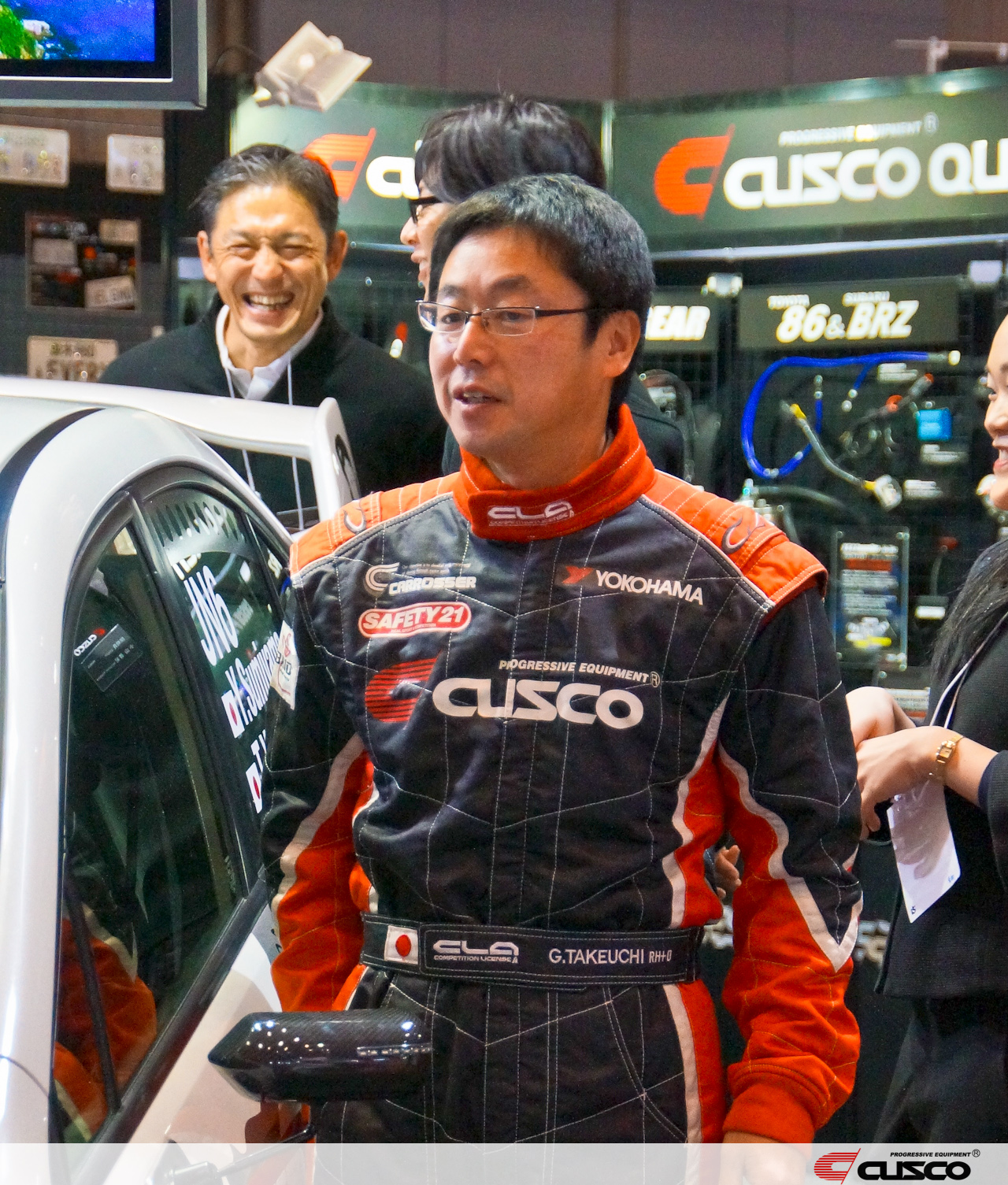
柳澤宏至
（東京オートサロン2016にて）

### 現在関係のある人物
- 柳澤宏至･･･2016年全日本ラリー選手権JN5クラス王者。キャロッセの営業部長。
- 竹内源樹･･･2014年全日本ラリー選手権JN4クラス王者。SUBARUのエンジニアで、WRX STIの設計にも関わった。
- 番場彬･･･2011・2012年APRCジュニアカップ王者。GT300チャンピオン番場琢の弟。ラリードライバーだが、86/BRZレースにも参戦する。
- 牟田周平･･･2011年全日本ラリー選手権JN3クラス王者。ラリー映画『OVER DRIVE』ではカースタントを担当した。
- 明治慎太郎･･･2016・2017年全日本ラリー選手権JN2クラス王者。

### 過去関わりのあった人物
- 山野哲也･･･SUPER GT・GT300クラス王者。
- 小林且雄･･･全日本ダートトライアル及びSUPER GTに参戦。
- 谷川達也･･･SUPER GTに参戦。86/BRZレース初代王者。
- 新井敏弘･･･PWRC、全日本ラリー選手権王者。
- 炭山裕矢･･･2010・2012・2014年APRCアジアカップ、2017年日本スーパーラリーシリーズ王者。元キャロッセの市販開発課長･現ZEAL by TSSマネージャー。[11]

## Webラジオ
『はる学自動車部』のタイトルで2013年2月28日から11月28日まで、HiBiKi Radio Stationにて配信されていたクルマ声優バラエティ番組。隔週木曜日更新。出演は真田アサミ（高崎くす子 役）、洲崎綾（佐藤りあ 役）、佐々木未来（福太郎 役）。